# SIDNAD
『SIDNAD』（シドナド）は、シドの映像作品のタイトル。2011年10月5日までに計7作が発売されている。タイトルは言葉遊びで、SIDNAD vol.1 〜film of "play"〜のスタッフ紹介のところに、「音楽など：シド/ナレーターなど：マオ」、キャスト紹介のところに「[CAST]シドなど」と書かれている。 

## Vol.1 〜film of "play"〜
『SIDNAD Vol.1 〜film of "play"〜』（シドナド ボリュームワン 〜フィルム オブ プレイ〜）は、シドの初となるDVD。収録時間は34分。3rdアルバム『play』を中心に収録。3rdアルバム『play』に収録されている曲の詞を、マオが朗読している。詞の朗読以外にも物語があり、UFOの目撃証言などが詞の途中に入っている。ただ、ファンの間でも「意味が解らない」「映像は綺麗だが、内容が理解できない」等の声もある。ギターのみで演奏された「白いブラウス 可愛い人」や、エンディングに「ミルク」のRe-mix ver.を収録。初回限定盤はデジパック仕様。
収録
- イタリアでの撮影をバックにplayの収録曲の詞をマオが朗読。
- 全作詞:マオ

汚れた指
Room
chapter 1
白いブラウス、可愛い人
- 歌詞の朗読だけではなく、しんぢのギターのみで演奏したguitar only ver.（正式名称不明）も収録されている。こちらはしんぢの演奏している映像から始まり、イタリアの風景へと場面が写るなどと、PVのような創りとなっている。（PVではない。）

シャッタースピード
スロウ

ミルク
罠
ホソイコエ
- こちらも歌詞以外にイントロのみ使用されている。

御手紙
park
live
エンディング
1. ミルク(Re-Mix ver.)
作詞:マオ、作曲:御恵明希
  - 明希曰く、「ローマを意識して作った。」[1]

## Vol.2 〜CLIPS ONE〜
『SIDNAD Vol.2 〜CLIPS ONE〜』（シドナド ボリュームツー 〜クリップス ワン〜）は、シドの初となるビデオ・クリップ集。コンピレーションアイテム『paint pops』、1stシングル「Sweet?」から8thシングル「涙の温度」までのミュージッククリップが収録されている。初回生産分のみ紙ジャケット仕様、特典ステッカー封入。
収録曲
1. アリバイ
この曲のPVでは明希は左利き用のベースを使って演奏している。本人曰く、「撮影前日に思いついて、かっこいいと思ったから」とのこと。撮影は茨城県水戸市にある旧茨城県庁で行われている。
2. Sweet?
濃いメイクをしていた時代の最後のPV。また、この曲以降のPV(chapter 1を除く)は衣装の統一も行っていない。
3. ホソイコエ
この曲からはメイクが薄くなっている。(この曲からスタイリストが変わっている)
4. chapter 1
この曲のPVは、真冬の洞窟で撮影されている。マオ曰く、「今までで一番過酷な撮影だったといっても過言じゃない。」この曲のPVの衣装は全員白スーツで統一している。
5. 御手紙
6. smile
この曲のPVは埼玉県で撮影されている。[1]
7. 夏恋
この曲のPV収録当日、明希が胃腸炎に罹っており、それでもなお撮影に挑んでいる。また、演奏中にしんぢが歌詞を口ずさんでいる。[2]
8. 蜜指〜ミツユビ〜
smileから蜜指〜ミツユビ〜までのPVは、涙の温度の初回特典盤DVD"Memory of 2007"内に少しずつながらメイキング風景が収められている。この曲の撮影はキャバレーを借り切って行われた。
9. 涙の温度
この曲にはメイキング映像があり、涙の温度の初回限定盤の特典DVDにその映像が納められている。

エンディング
1. 涙の温度 SIDNAD Mix.
作曲・編曲：御恵明希
SIDNAD Vol.3〜TOUR 2008 センチメンタルマキアート〜のエンディングとしても使用されている。

## Vol.3〜TOUR 2008 センチメンタルマキアート〜
『SIDNAD Vol.3〜TOUR 2008 センチメンタルマキアート〜』（シドナド ボリュームスリー 〜ツアー にせんはち センチメンタルマキアート〜）は、シドのライブビデオ。ライブDVDでツアー『〜TOUR 2008 センチメンタルマキアート〜』ツアーファイナルの模様と、公演した各地方でのライブMCを収録。オリコンDVD総合デイリーランキング3位を取った。
収録曲
1. 証言
2. 夏恋
3. Sweet?
4. smile
5. 蜜指〜ミツユビ〜
6. 妄想日記
7. プロポーズ
8. ハナビラ
9. 誘感コレクション
10. 御手紙
11. マスカラ
12. and boyfriend
13. Dear Tokyo
14. 右手のスプーンと初恋とナイフ
15. 吉開学17歳（無職）

アンコール
1. 合鍵
2. orion
3. 循環
4. エール
5. 涙の温度
6. 微熱

## Vol.4 〜TOUR 2009 hikari
『SIDNAD Vol.4 〜TOUR 2009 hikari』（シドナド ボリュームフォー 〜ツアー にせんきゅう ヒカリ）は、シドのライブビデオ。メジャーデビュー後初となるLIVE DVD 2枚組から成るライヴDVDで全国ツアー『TOUR 2009 hikari』の模様を、代々木第一体育館、大阪城ホールを中心に収録。オリコンDVD総合デイリーランキング1位を取り、上半期ランキングミュージックDVDでは36位を取った。
収録曲
Disc1
1. 落園
2. 妄想日記2
3. 夏恋
4. 嘘
5. Sweet?
6. Dear Tokyo
7. 2℃目の彼女
8. 罪木崩し
9. モノクロのキス
10. 日傘

Disc2
1. capsule
2. サーカス
3. 循環
4. and boyfriend
5. ドラマ
6. 青
7. one way
8. 妄想日記
9. 眩暈
10. エール
11. 光

## Vol.5 〜CLIPS TWO〜
『SIDNAD Vol.5 〜CLIPS TWO〜』（シドナド ボリュームファイブ 〜クリップス ツー〜）は、シドのビデオ・クリップ集。メジャーデビューシングル「モノクロのキス」から6thシングル「レイン」までのミュージッククリップが収録されている。初回仕様限定盤には特典ステッカーが封入されている。
収録曲
1. モノクロのキス
2. 2℃目の彼女
過去最長、27時間撮影を記録。[3]
3. 嘘
4. one way
この曲のPVは日本のMUSIC VIDEO初の360度縦回転撮影となっている。
5. sleep
6. レイン

特典映像
TV SPOT 集（モノクロのキス〜レイン）

## Vol.6 〜LIVE 2010〜
『SIDNAD Vol.6 〜LIVE 2010〜』（シドナド ボリュームシックス 〜ライブ にせんじゅう〜）は、シドのライブビデオ。Disc1は「SID Summer Festa 2010」（さいたまスーパーアリーナ）をライブ映像を収録したものであり、Disc2は「YEAR END CLIMAX 2010」（東京ドーム）のライブ映像を収録したものである。限定盤のみについてくる、Disc3は、「SID Summer Festa 2010」（さいたまスーパーアリーナ）のライブ映像を3D映像にしたブルーレイディスク。
限定盤と通常盤があり、限定盤は2枚組みのDVDとBDのついた3枚組みである（通常盤は2枚組みのDVD）。上半期ランキングミュージックDVDでは48位を取った。
収録曲
Disc1
SID Summer Festa 2010 〜SAITAMA SUPER LIVE 〜 (2010.7.31)
1. レイン
2. 歌姫
3. 妄想日記
4. 刺と猫
5. マスカラ
6. 眩暈
7. ミルク
8. sleep
9. 微熱

Disc2
YEAR END CLIMAX 2010 ～全てのシドへ〜 (2010.12.11)
1. 紫陽花
2. アリバイ
3. モノクロのキス
4. 誘感コレクション
5. 嘘
6. 乱舞のメロディ
7. ドラマ
8. 星の都
9. smile
10. 循環
11. 光

Disc3（限定盤のみ）
SID Summer Festa 2010 ～SAITAMA SUPER LIVE～ 3D Disc (2010.7.31)
1. cut
2. dummy
3. one way

## Vol.7 〜dead stock TOUR 2011〜
『SIDNAD Vol.7 〜dead stock TOUR 2011〜』（シドナド ボリュームセブン 〜デッド ストック ツアー にせんじゅういち〜）は、シドのライブビデオ。限定盤・通常盤共通のDiscには全国ツアー『dead stock TOUR 2011』の模様を、代々木第一体育館とマリンメッセ福岡を中心に18曲収録。前者のみ収録されているDisc2には約3時間にも及ぶ全公演から厳選した名場面を収録。2011年10月17日付オリコンDVD音楽週間ランキングではグループ初となる首位を獲得した。
収録曲
Disc1
1. NO LDK
2. シェルター
3. 妄想日記
4. cosmetic
5. ワイフ
6. モノクロのキス
7. レイン
8. いいひと
9. 嘘
10. 2月
11. sleep
12. 乱舞のメロディ
13. 歌姫
14. dog run
15. Dear Tokyo
16. one way
17. すぐ傍で
18. Sympathy

Disc2（限定版のみ）
1. 03/01 仙台サンプラザホール
2. 03/02 仙台サンプラザホール
3. 03/05 新潟県民会館
4. 03/06 新潟県民会館
5. 03/26 マリンメッセ福岡
6. 04/03 日本ガイシホール
7. 04/09 大阪城ホール
8. 04/10 大阪城ホール
9. 04/16 国立代々木競技場第一体育館
10. 04/17 国立代々木競技場第一体育館
11. 06/11 札幌ニトリ文化ホール
12. 06/12 札幌ニトリ文化ホール